# Haruto Umezawa
Haruto Umezawa (梅澤 春人, Umezawa Haruto) est un auteur de mangas né le 27 mars 1966 à Saitama, au Japon. Ancien assistant de Tsukasa Hōjō, il devient auteur et voit ses œuvres publiées dans Weekly Shōnen Jump dès 1990.
Ses séries les plus connues sont :
- Hareluya (Weekly Shōnen Jump, 1992)
- Hareluya II BØY (Weekly Shōnen Jump, 1992-1999)
- Bremen (Weekly Shōnen Jump, 2000-2001), paru en France sous le nom de Bremen : Les déjantés (9 volumes) chez « J'ai lu » (Flammarion).